# Grand Prix du roman de l'Académie française
De Grand Prix du roman is een in 1914 opgerichte Franse literaire prijs die jaarlijks door de Académie française wordt uitgereikt. Het opent traditioneel het seizoen van de Franse literaire prijzen. Samen met de Prix Goncourt is het een van de oudste en meest prestigieuze literaire prijzen in Frankrijk. De Académie française reikt elk jaar meer dan 60 literaire prijzen uit en de Grand Prix du roman bekroont de beste individuele roman.

## Prijswinnaars
- 2023: Dominique Barbéris, Un façon d'aimer
- 2022: Giuliano da Empoli, Le mage du Kremlin (De Kremlinfluisteraar)
- 2021: François-Henri Désérable, Mon maître en mon vainqueur
- 2020: Étienne de Montety, La Grande Épreuve
- 2019: Laurent Binet, Civilizations
- 2018: Camille Pascal, L'Été des quatre rois
- 2017: Daniel Rondeau, Mécaniques du chaos
- 2016: Adélaïde de Clermont-Tonnerre, Le dernier des nôtres
- 2015: (ex aequo) Hédi Kaddour, Les préponderants en Boualem Sansal, 2084 : la fin du monde
- 2014: Adrien Bosc, Constellation
- 2013: Christophe Ono-dit-Biot, Plonger
- 2012: Joël Dicker, La Vérité sur l'Affaire Harry Quebert
- 2011: Sorj Chalandon, Retour à Killybegs
- 2010: Éric Faye, Nagasaki
- 2009: Pierre Michon, Les Onze
- 2008: Marc Bressant, La dernière Conférence
- 2007: Vassilis Alexakis, Ap. J.-C.
- 2006: Jonathan Littell, Les bienveillantes
- 2005: Henriette Jelinek, Le destin de Iouri Voronine
- 2004: Bernard du Boucheron, Court serpent
- 2003: Jean-Noël Pancrazi, Tout est passé si vite
- 2002: Marie Ferranti, La princesse de Mantoue
- 2001: Eric Neuhoff, Un bien fou
- 2000: Pascal Quignard, Terrasse à Rome
- 1999: (ex aequo) Amélie Nothomb, Stupeurs et tremblements en François Taillandier, Anielka
- 1998: Anne Wiazemsky, Une poignée de gens
- 1997: Patrick Rambaud, La Bataille
- 1996: Calixthe Beyala, Les Honneurs perdus
- 1995: Alphonse Boudard, Mourir d'enfance
- 1994: Frédéric Vitoux, La Comédie de Terracina
- 1993: Philippe Beaussant, Héloïse
- 1992: Franz-Olivier Giesbert, L'Affreux
- 1991: François Sureau, L'Infortune
- 1990: Paule Constant, White Spirit
- 1989: Geneviève Dormann, le Bal du dodo
- 1988: François-Olivier Rousseau, La Gare de Wannsee
- 1987: Frédérique Hébrard, Le Harem
- 1986: Pierre-Jean Rémy, Une ville immortelle
- 1985: Patrick Besson, Dara
- 1984: Jacques-Francis Rolland, Un dimanche inoubliable près des casernes
- 1983: Liliane Guignabodet, Natalia
- 1982: Vladimir Volkoff, Le Montage
- 1981: Jean Raspail, Moi, Antoine de Tounens, roi de Patagonie
- 1980: Louis Gardel, Fort Saganne
- 1979: Henri Coulonges, L'Adieu à la femme sauvage
- 1978: Pascal Jardin, Le Nain jaune
- 1977: Camille Bourniquel, Tempo
- 1976: Pierre Schoendoerffer, Le Crabe-tambour
- 1975: Geen laureaat
- 1974: Kléber Haedens, Adios
- 1973: Michel Déon, Un taxi mauve
- 1972: Patrick Modiano, Les Boulevards de ceinture
- 1971: Jean d'Ormesson, La Gloire de l'Empire
- 1970: Bertrand Poirot-Delpech, La Folle de Lituanie
- 1969: Pierre Moustiers, La Paroi
- 1968: Albert Cohen, Belle du Seigneur
- 1967: Michel Tournier, Vendredi ou les Limbes du Pacifique
- 1966: François Nourissier, Une histoire française'
- 1965: Jean Husson, Le Cheval d'Herbeleau
- 1964: Michel Droit, Le Retour
- 1963: Robert Margerit, La Révolution
- 1962: Michel Mohrt, La Prison maritime
- 1961: Pham Van Ky, Perdre la demeure
- 1960: Christian Murciaux, Notre-Dame des désemparés
- 1959: Gabriel d'Aubarède, La Foi de notre enfance
- 1958: Henri Queffélec, Un royaume sous la mer
- 1957: Jacques de Bourbon Busset, Le Silence et la Joie
- 1956: Paul Guth, Le Naïf locataire
- 1955: Michel de Saint-Pierre, Les Aristocrates
- 1954: (ex aequo) Paul Mousset, Neige sur un amour nippon
- 1954: (ex aequo) Pierre Moinot, La Chasse royale
- 1953: Jean Hougron, Mort en fraude
- 1952: Henri Castillou, Le Feu de l'Etna
- 1951: Bernard Barbey, Chevaux abandonnés sur le champ de bataille
- 1950: Joseph Jolinon, Les Provinciaux
- 1949: Yvonne Pagniez, Évasion
- 1948: Yves Gandon, Ginèvre
- 1947: Philippe Hériat, Famille Boussardel
- 1946: Jean Orieux, Fontagre
- 1945: Marc Blancpain, Le Solitaire
- 1944: Pierre de Lagarde, Valmaurie
- 1943: J.H.Louwyck, Danse pour ton ombre
- 1942: Jean Blanzat, L'Orage du matin
- 1941: Roger Bourget-Pailleron, La Folie d'Hubert
- 1940: Édouard Peisson, Le Voyage d'Edgar
- 1939: Antoine de Saint-Exupéry, Terre des hommes
- 1938: Jean de La Varende, Le Centaure de Dieu
- 1937: Guy de Pourtalès, La Pêche miraculeuse
- 1936: Georges Bernanos, Journal d'un curé de campagne
- 1935: Albert Touchard, La Guêpe
- 1934: Paule Régnier, L'Abbaye d'Évolayne
- 1933: Roger Chauviré, Mademoiselle de Bois-Dauphin
- 1932: Jacques Chardonne, Claire
- 1931: Henri Pourrat, Gaspard des montagnes
- 1930: Jacques de Lacretelle, Amour nuptial
- 1929: André Demaison, Le Livre des bêtes qu'on appelle sauvages
- 1928: Jean Balde, Reine d'Arbieu
- 1927: Joseph Kessel, Les Captifs
- 1926: François Mauriac, Le Désert de l'amour
- 1925: François Duhourcau, L'Enfant de la victoire
- 1924: Émile Henriot, Aricie Brun ou les Vertus bourgeoises
- 1923: Alphonse de Châteaubriant, La Brière
- 1922: Francis Carco, L'Homme traqué
- 1921: Pierre Villetard, Monsieur Bille dans la tourmente
- 1920: André Corthis, Pour moi seule
- 1919: Pierre Benoit, L'Atlantide
- 1918: Camille Mayran, Histoire de Gotton Connixloo